# Cocalodes cygnatus
Cocalodes cygnatus is een spinnensoort in de taxonomische indeling van de springspinnen (Salticidae).
Het dier behoort tot het geslacht Cocalodes. De wetenschappelijke naam van de soort werd voor het eerst geldig gepubliceerd in 1982 door Fred R. Wanless.